# Эней Сильвий
Эней Сильвий (лат. Aeneas Silvius) — мифический царь Альба-Лонги. Согласно наиболее распространённой версии, сын Сильвия и отец Латина Сильвия. Сохранились две надписи с его статуй.

## Биография
Он был сыном второго царя Сильвия, внуком Аскания и правнуком Энея. Эней Сильвий является третьим в списке мифических царей Альбы-Лонги в Лации и Сильвии считали его основателем их рода. Дионисий Галикарнасский рассказывает, что он правил 31 год. Однако Овидий не упоминает его в двух своих вариантах царского списка приведённых в Метаморфозах и Фастах. Также Эней Сильвий отсутствует в списке из средневековой хроники «Excerpta Latina Barbari».
Согласно Титу Ливию и Дионисию, наследником Энея Сильвия был назван Латин Сильвий.
Согласно Дионисию Галикарнасскому, Эней Сильвий правил в течение 31 года. Роланд Ларош считал это число искусственным. Исходя из срока правления предшественника Энея Сильвия — 29 лет, их общее время правления длилось 60 лет, что составляет ровно два поколения по тридцать лет.
Робин Хард считал Энея Сильвия наряду с Латином Сильвием и Ромулом Сильвием «тенями» своих более известных тёзок.

## Надпись из Лавиния
В древнем латинском городе Лавинии, по легенде основном Энеем, были обнаружены базы двух статуй, которые стояли рядом. Одна принадлежала Лавинии, а вторая — Энею Сильвию, который был назван сыном Энея и Лавинии. Текст надписи: 

Сильвий Эней
Энея и Лави
нии сынОригинальный текст (лат.)Silvius Aeneas
Aeneae et Lavi
niae filius.

## Надпись с Форума Августа

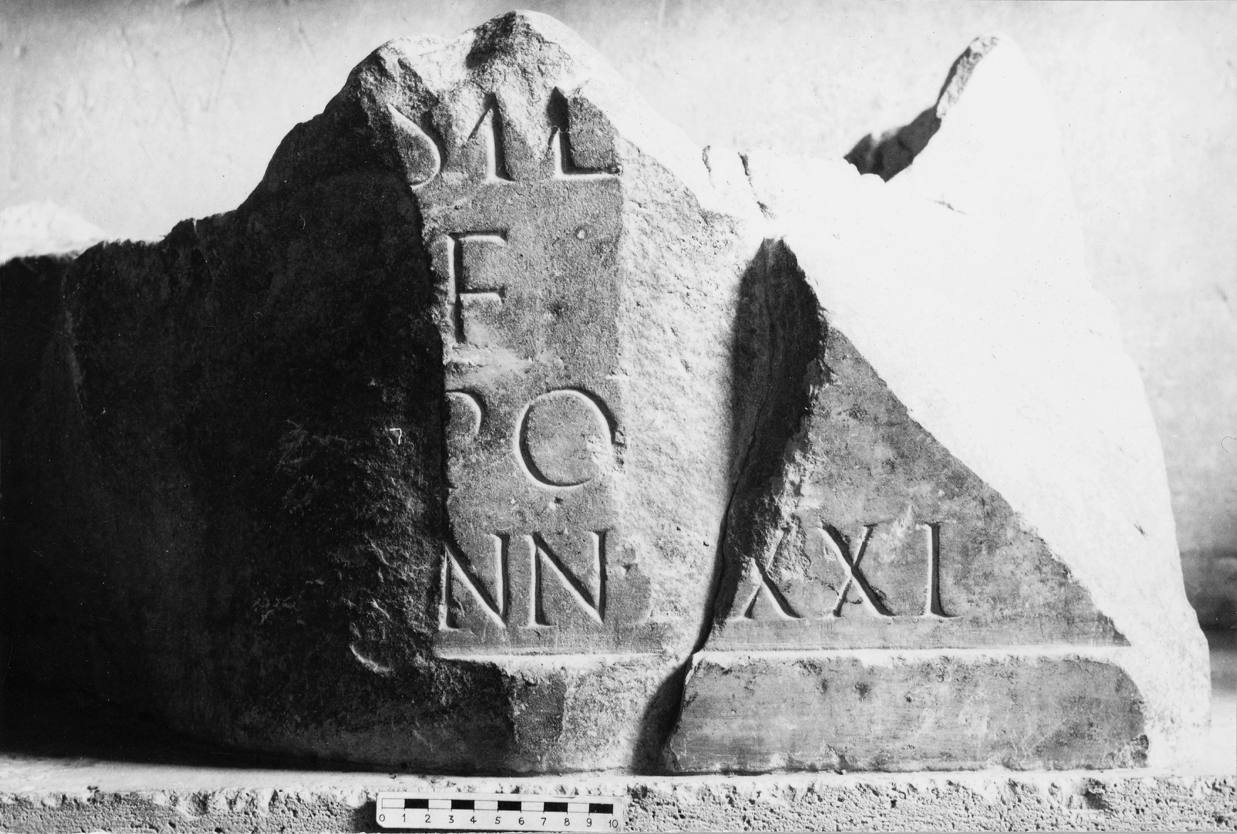
Осколок надписи с базы статуи Энея Сильвия

Статуя Энея Сильвия была установлена на Форуме Августа вместе со статуями остальных царей Альба-Лонги. Во время раскопок Форума был найден осколок надписи с базы статуи царя. Текст надписи был реконструирован на основании анализа всех найденных осколков. Предполагаемый текст надписи: 

[Четверт(ый) Эней] Силь[вий]
[Сильвия] с(ын)
[Энея в]ну[к]
[Альбой правил] 31 [г]о(д)Оригинальный текст (лат.)[Quart(us) Aeneas] Sil[vius]
[Silvii] f(ilius)]
[Aeneae ne]po[s]
[regnavit Albae a]nn(os) XXXI.